# Liste der Monuments historiques in Villeneuve-Saint-Georges
Die Liste der Monuments historiques in Villeneuve-Saint-Georges führt die Monuments historiques in der französischen Stadt Villeneuve-Saint-Georges auf.

## Liste der Bauwerke
| Bezeichnung       | Beschreibung | Standort                  | Kennzeichnung | Schutzstatus | Datum | Bild           |
| ----------------- | ------------ | ------------------------- | ------------- | ------------ | ----- | -------------- |
| Kirche St-Georges |              | 9, rue Bretonnerie (Lage) | PA00079919    | Inscrit      | 1925  | weitere Bilder |

## Liste der Objekte

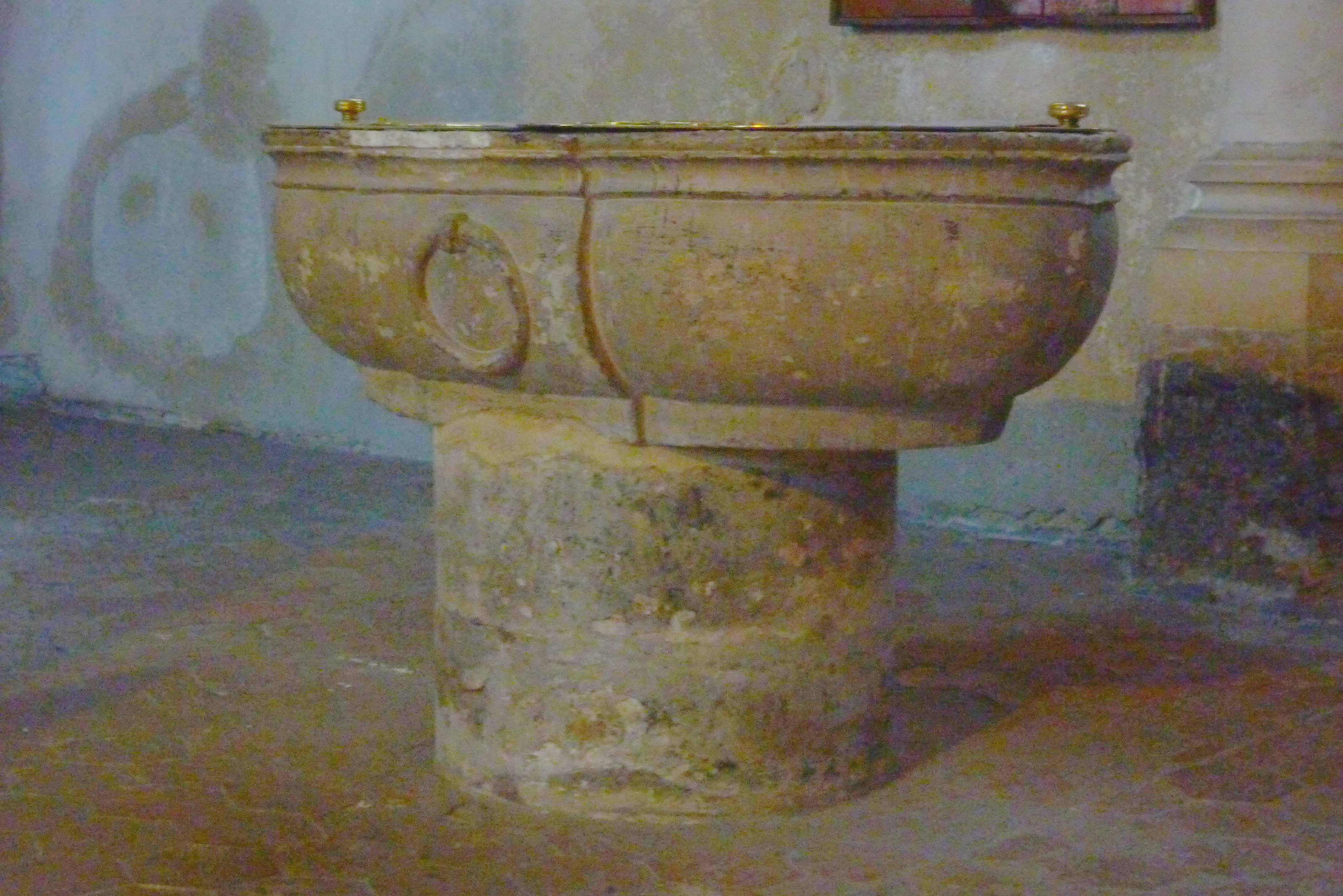
Taufbecken in der Kirche St-Georges

- Monuments historiques (Objekte) in Villeneuve-Saint-Georges in der Base Palissy des französischen Kultusministeriums